# Policía de la Ciudad de México
La Policía de la Ciudad de México es un cuerpo de policía cuyo propósito es la de salvaguardar la integridad y el patrimonio de las personas, prevenir la comisión de delitos e infracciones a las disposiciones gubernativas y de policía, así como preservar las libertades, el orden y la paz pública de la Ciudad de México, capital de los Estados Unidos Mexicanos.  
El cuerpo de policía capitalina es dependiente a la Secretaría de Seguridad Ciudadana, organismo centralizado de la administración pública de la Ciudad y quien depende directamente de la Jefe de Gobierno de la Ciudad de México.

## Antecedentes

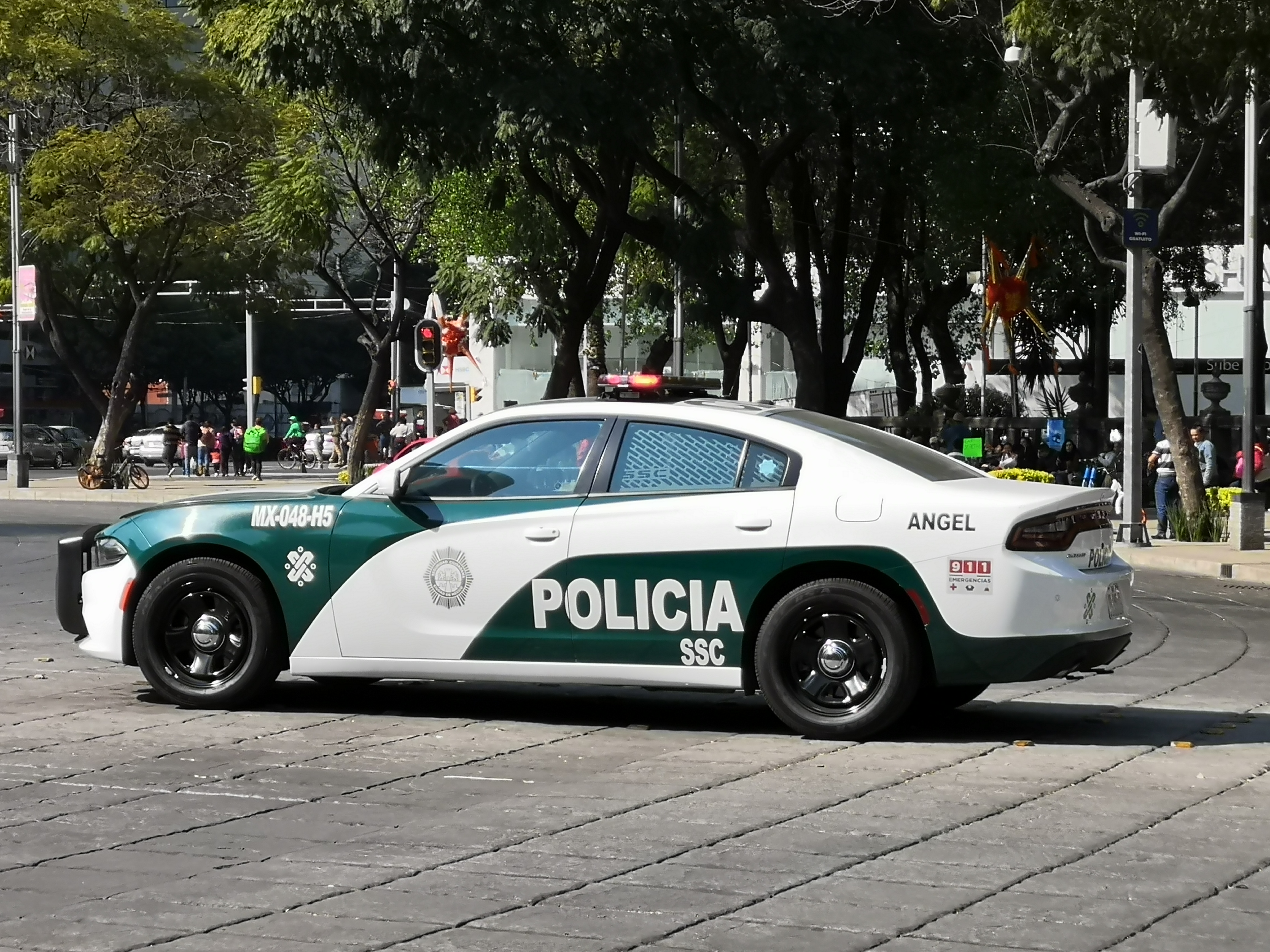
Dodge Charger de la policía capitalina, con la pintura institucional usada desde 2018.

El antecedente moderno de la actual Secretaría de Seguridad Ciudadana de la Ciudad de México se encuentra en la antigua dependencia del entonces Distrito Federal, creada en 1984 y denominada Secretaría General de Protección y Vialidad que integraba los cuerpos de policía y tránsito en la misma institución. En 1993 se expide la Ley de Seguridad Pública del Distrito Federal que comienza la transformación de dicha secretaría, a la que un año más tarde se deslindaría de las competencias en materia de reclusorios y de autotransporte urbano pero manteniendo el cuerpo de control de tránsito, para, finalmente en 1995, terminar cambiando su nombre a "Secretaría de Seguridad Pública del Distrito Federal".
En 1999 entra en vigor una nueva "Ley Orgánica de la Administración Pública Federal" que otorga el fundamento jurídico aún vigente, numerándola entre las dependencias auxiliares en las atribuciones del Jefe de Gobierno del Distrito Federal y señalando que dicha institución junto con la Procuraduría de Justicia del Distrito Federal: "se ubican en el ámbito orgánico del Gobierno del Distrito Federal y se regirán por las leyes específicas correspondientes".
El 20 de mayo de 2003, se estipula la organización interna de la institución mediante la publicación de la "Ley Orgánica de la Secretaría de Seguridad Pública del Distrito Federal" que se vería complementada en 2005 con la publicación del "Reglamento Interior de la Secretaría de Seguridad Pública del Distrito Federal".
En el año 2018 se cambia el nombre de "Secretaría de Seguridad Pública" a "Secretaría de Seguridad Ciudadana", durante la administración de la jefa de Gobierno, Claudia Sheinbaum Pardo.

## Marco normativo

### Legislación federal

#### Constitución General
El artículo 21 de la Constitución Política de los Estados Unidos Mexicanos establece que la seguridad pública es una función que corresponde de manera concurrente a la Federación, a los Estados, a la Ciudad de México y a los municipios, la cual comprende: la prevención de los delitos, la investigación y persecución de los delitos, así como la sanción de las infracciones administrativas.

### Legislación local

#### Constitución local
La figura de seguridad ciudadana se encuentra establecida en el artículo 41 de la Constitución Política de la Ciudad de México, dicho artículo señala que es responsabilidad del gobierno de la Ciudad, junto a las Alcaldías y sus habitantes, para la prevención, investigación, sanción de infracciones administrativas y persecución de los delitos, la impartición de justicia, la reinserción social, el acceso a una vida libre de violencia y la protección de las personas frente a riesgos y amenazas que atenten contra sus derechos y libertades.

## Funciones
De acuerdo al artículo 3° de la Ley Orgánica de la Secretaría de Seguridad Pública del Distrito Federal, algunas de las atribuciones de la Secretaría de Seguridad Ciudadana son las siguientes:
- Realizar en el ámbito territorial y material del Distrito Federal, las acciones dirigidas a salvaguardar la integridad y patrimonio de las personas, prevenir la comisión de delitos e infracciones a las disposiciones gubernativas y de policía, así como a preservar las libertades, el orden y la paz públicos;

- Desarrollar las políticas de seguridad pública establecidas por el Jefe de Gobierno y proponer al mismo, la política criminal en el ámbito local, que comprenda las normas, instrumentos y acciones para prevenir de manera eficaz la comisión de delitos y de infracciones;

- Establecer un sistema destinado a obtener, analizar, estudiar, procesar y difundir información para la prevención de delitos, a través de métodos que garanticen el estricto respeto a los derechos humanos.

- Organizar, dirigir y administrar la recepción y transferencia de los reportes sobre emergencias, infracciones y delitos;

- Autorizar, evaluar, controlar, supervisar y registrar los servicios de seguridad privada, conforme a las disposiciones aplicables;

- Realizar funciones de control, supervisión y regulación del tránsito de personas y vehículos en la vía pública conforme a lo dispuesto en las leyes y reglamentos aplicables;

- Establecer procedimientos expeditos para atender las denuncias y quejas de los particulares con relación al ejercicio de sus atribuciones o por posibles actos ilícitos de su personal, procediendo según corresponda contra el responsable.

Adicional a ello, la Secretaría de seguridad ciudadana,también puede coordinar funciones de proximidad y acercamiento con la ciudadanía habitante de las distintas alcaldías que conforman la Ciudad de México, a fin de disuadir y reducir las cifras delictivas, así como crear lazos entre la institución de seguridad pública y la ciudadanía con el fin de crear comunidades más unidas y protegidas comunitariamente y también la creación de programas de inserción social en las distintas colonias,pueblos originarios,barrios y asentamientos que conforman a la Ciudad de México a través del programa "PILARES" donde se crean alternativas de capacitación y esparcimiento cultural, dando a notar que la función de la secretaría de seguridad pública no solamente es proteger y servir, sino también servir como pilar de una Ciudad de México más unida ante cualquier circunstancia. 
En cuestiones de acercamiento, recientemente las alcaldías, en conjunto con la secretaría de seguridad ciudadana, han creado programas de proximidad que puedan ser homólogos a las policías municipales en otros estados. Tales alcaldías, como Benito Juárez, con el programa Blindar BJ y Álvaro Obregón han implementado con éxito este tipo de medidas.

## Estructura orgánica

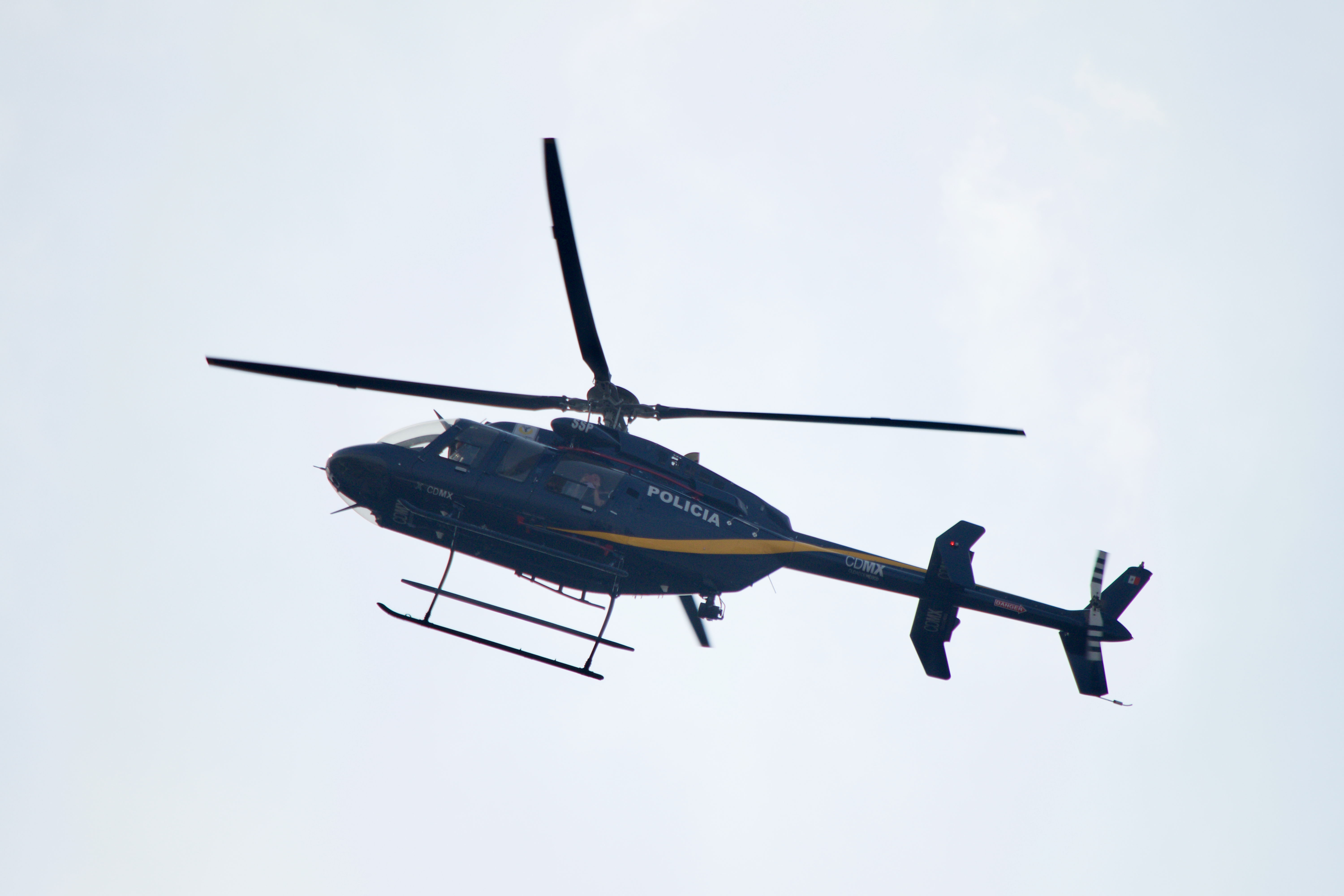
Helicóptero del Agrupamiento Cóndores de la SSC.

La Secretaría de Seguridad Ciudadana opera a través de la siguiente estructura orgánico-jerárquica, en un sentido general:
- Secretario de Seguridad Ciudadana
  - Subsecretaría de Operación Policial
  - Subsecretaría de Control de Tránsito
  - Subsecretaría de Participación Ciudadana y Prevención del Delito
  - Subsecretaría de Desarrollo Institucional
  - Subsecretaría de Inteligencia e Investigación Policial
  - Subsecretaría del Sistema Penitenciario
  - Oficialía Mayor

## Escalafón
De conformidad al Manual de Uniformes, Condecoraciones, Insignias y Divisas de la Policía de la Ciudad de México, los rangos o escala jerárquica e insignias a portar entre elementos de la policía capitalina serán los siguientes:
|                   |                   |                   |                   |                   |                   |           |           |           |                   |                   |                   |                   |                   |                   |           |           |           |              |              |              |         |         |         |            |            |            |                 |                 |                 |                 |                 |                 |                 |         |         |         |
| Comisario general | Comisario general | Comisario general | Comisario en jefe | Comisario en jefe | Comisario en jefe | Comisario | Comisario | Comisario | Inspector general | Inspector general | Inspector general | Inspector en jefe | Inspector en jefe | Inspector en jefe | Inspector | Inspector | Inspector | Subinspector | Subinspector | Subinspector | Oficial | Oficial | Oficial | Suboficial | Suboficial | Suboficial | Policía Primero | Policía Primero | Policía Primero | Policía Segundo | Policía Segundo | Policía Segundo | Policía Tercero | Policía | Policía | Policía |

## Organización

### Cuadrantes
La Estrategia de Proximidad por Cuadrantes es un plan de seguridad que divide la ciudad en 847 cuadrantes policiales. Estos cuadrantes se organizan en cinco zonas de acción policial (norte, sur, centro, oriente y poniente), 16 regiones correspondientes a las alcaldías, y 73 sectores. La cuadrantes se clasifican en alto, mediano y bajo riesgo basándose en factores como extensión territorial, densidad poblacional, incidencia delictiva y llamadas de emergencia.
El objetivo principal de esta estrategia es reducir el tiempo de respuesta ante incidentes delictivos y emergencias. Para lograrlo, se garantiza al menos una patrulla y una motocicleta en cada cuadrante.

### Policía Auxiliar

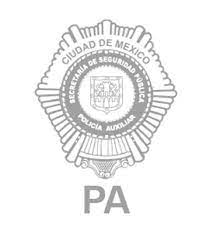
Escudo de la Policía Auxiliar.

Tiene como objetivo proporcionar servicios de seguridad y vigilancia a empresas, dependencias de gobierno, en traslados de bienes y personas y de instalaciones estratégicamente importantes dentro de la Ciudad de México. [cita requerida]

### Policía Bancaria e Industrial

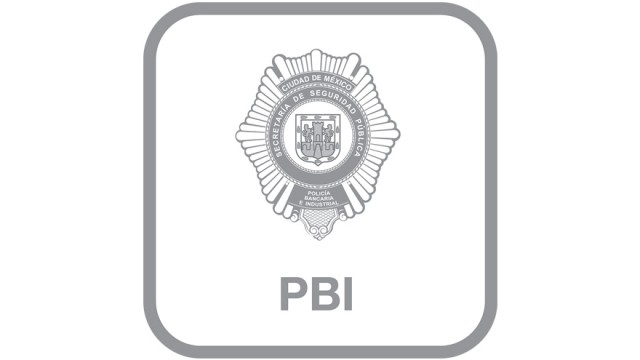
Escudo de la Policía Bancaria e Industrial.

Se encarga principalmente de la vigilancia en bancos e instituciones financieras dentro de la Ciudad de México, protegiendo los bienes y valores de la población y de estas instituciones.
Aunque también se les puede encontrar custodiando otros sitios ajenos a bancos, como por ejemplo, en el Metro de la Ciudad de México, junto a la Policía Auxiliar. [cita requerida]

### Policía Turística
Su función es salvaguardar a los turistas que visitan la ciudad, a la vez de brindarles orientación en cuanto a lugares turísticos, localización de embajadas o consulados, hospedaje y transporte. [cita requerida]

## Lista de los Secretarios de Seguridad de la Ciudad de México

### Secretarios nombrados por el presidente de la República

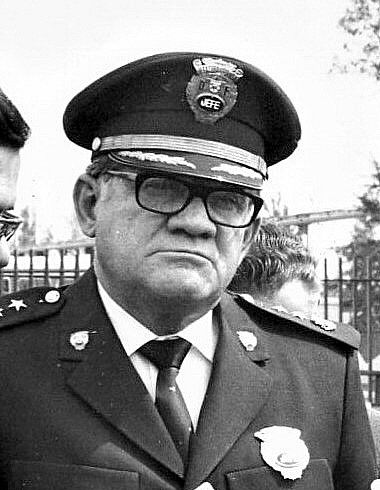
Gen. Renato Vega Amador, 1968-1970

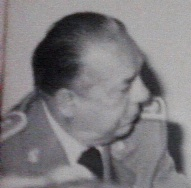
Arturo Durazo Moreno, 1976-1982

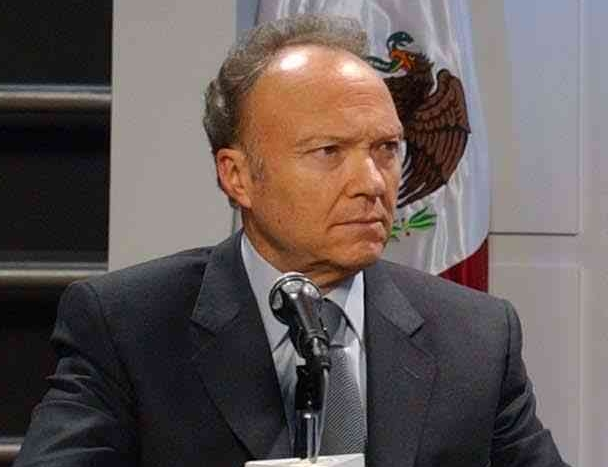
Alejandro Gertz Manero, 1998-2000

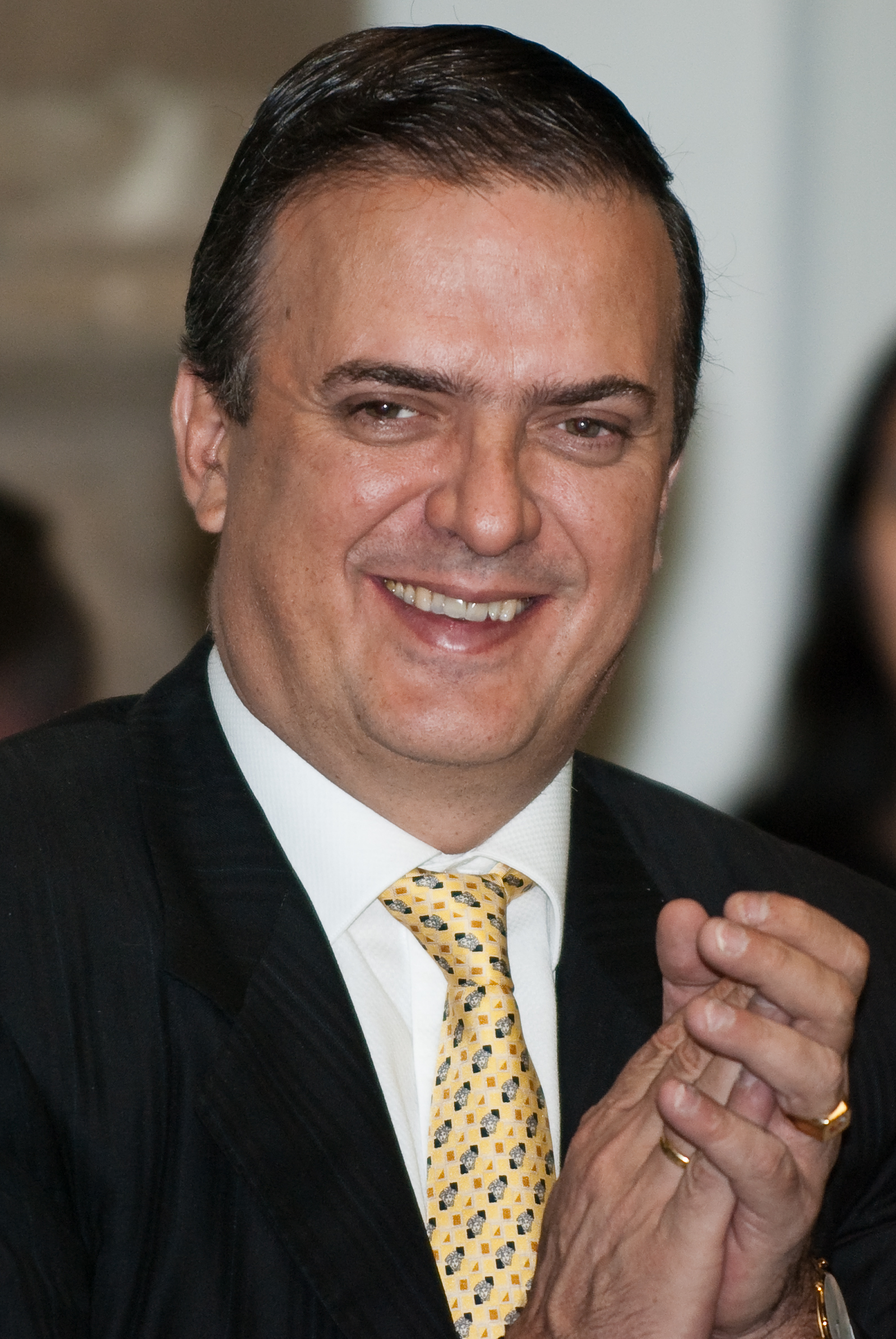
Marcelo Ebrard Casaubón, 2002-2004

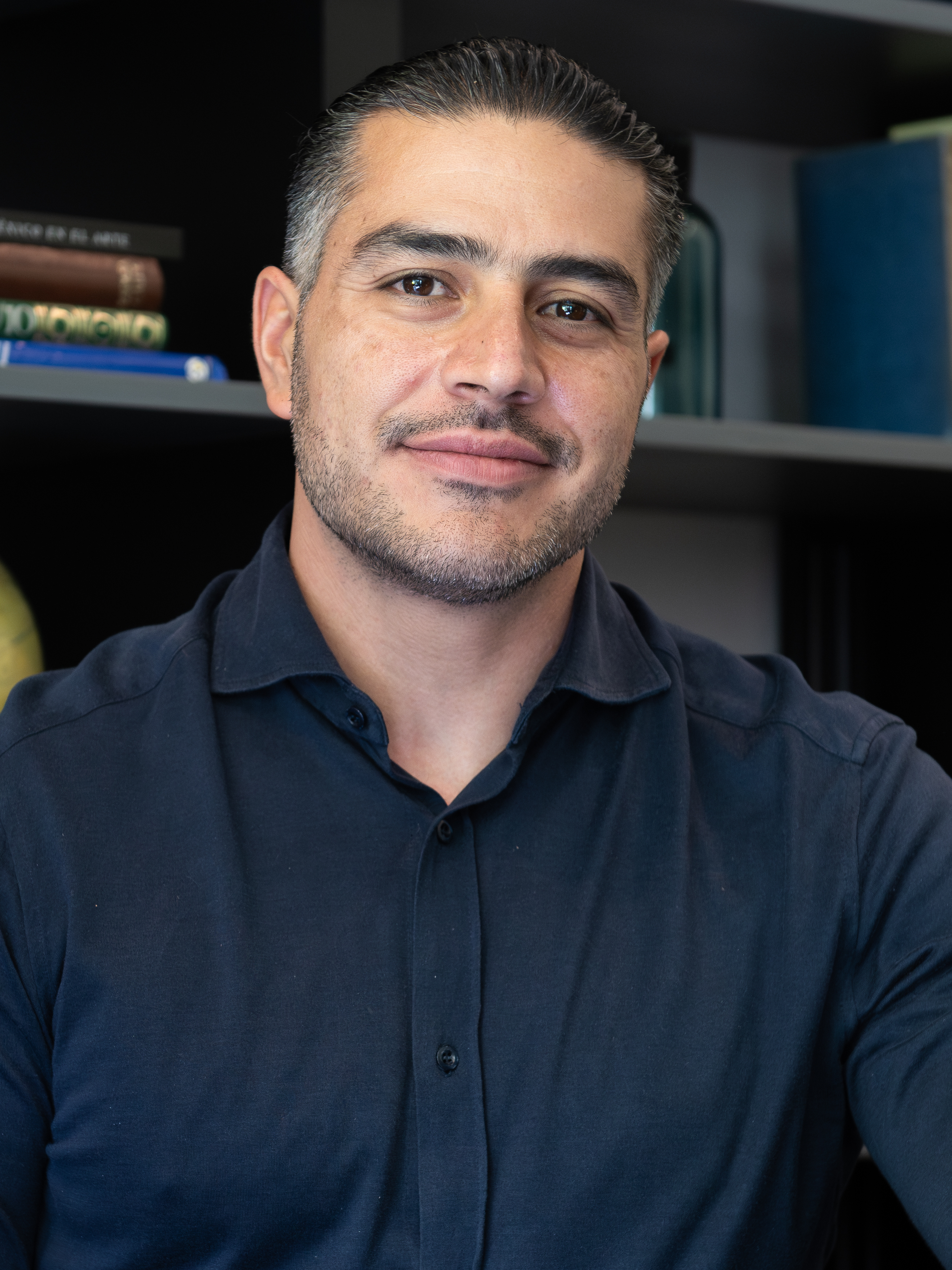
Omar García Harfuch, 2019-2023

- Gobierno de Gustavo Díaz Ordaz (1964-1970)
  - (hasta 1968): Luis Cueto Ramírez
  - (1968–1970): Renato Vega Amador

- Gobierno de Luis Echeverría Álvarez (1970-1976)
  - (1970–1971): Rogelio Flores Curiel
  - (1971–1976): Daniel Gutiérrez Santos

- Gobierno de José López Portillo (1976-1982)
  - (1976–1982): Arturo Durazo Moreno (desde 1976, Dirección General de Policía y Tránsito del Distrito Federal[8][9])

- Gobierno de Miguel de la Madrid Hurtado (1982-1988)
  - (1982–1986): Ramón Mota Sánchez (desde 1984, Secretaría General de Protección y Vialidad[9])
  - (1986–1988): José Domingo Ramírez Garrido-Abreu
  - (1988): Enrique Jackson

- Gobierno de Carlos Salinas de Gortari (1988-1994)
  - (1988 - 1991): Javier García Paniagua
  - (1991 - 1993): Santiago Tapia Aceves
  - (1993 - 1994): René Monterrubio López

- Gobierno de Ernesto Zedillo Ponce de León (1994-1997)
  - (1994 - 1996): David Garay Maldonado (desde 1995, Secretaría de Seguridad Pública del Distrito Federal[9])
  - (1996 - 1997): Carlos Enrique Salgado Cordero

### Secretarios propuestos por el Jefe de Gobierno
Gobierno de Cuauhtémoc Cárdenas (5 de diciembre de 1997 - 28 de septiembre de 1999)
- (5 de diciembre de 1997 - 28 de agosto de 1998): Rodolfo Debernandi Debernandi
- (29 de agosto de 1998 - 28 de septiembre de 1999): Alejandro Gertz Manero

Gobierno de Rosario Robles (29 de septiembre de 1999 - 4 de diciembre de 2000)
- (29 de septiembre de 1999 - 4 de diciembre de 2000): Alejandro Gertz Manero

Gobierno de Andrés Manuel López Obrador (5 de diciembre de 2000 - 29 de julio de 2005)
- (5 de diciembre de 2000 - 10 de febrero de 2002): Leonel Godoy Rangel
- (19 de febrero de 2002 - 6 de diciembre de 2004): Marcelo Ebrard Casaubón
- (13 de diciembre de 2004 - 29 de julio de 2005): Joel Ortega Cuevas

Gobierno de Alejandro Encinas Rodríguez (2 de agosto de 2005 - 4 de diciembre de 2006)
- (2 de agosto de 2005 - 4 de diciembre de 2006): Joel Ortega Cuevas

Gobierno de Marcelo Ebrard (5 de diciembre de 2006 - 4 de diciembre de 2012)
- (5 de diciembre de 2006 - 7 de julio de 2008): Joel Ortega Cuevas
- (8 de julio de 2008 - 30 de noviembre de 2012): Manuel Mondragón y Kalb

Gobierno de Miguel Ángel Mancera (5 de diciembre de 2012 - 29 de marzo de 2018)
- (5 de diciembre de 2012 - 5 de diciembre de 2014): Jesús Rodríguez Almeida
- (15 de diciembre de 2014 - 29 de marzo de 2018): Hiram Almeida Estrada

Gobierno de José Ramón Amieva (17 de abril de 2018 - 5 de diciembre de 2018)
- (17 de abril de 2018 - 4 de julio de 2018): Hiram Almeida Estrada
- (5 de julio de 2018 - 5 de diciembre de 2018): Raymundo Collins

Gobierno de Claudia Sheinbaum (5 de diciembre de 2018 - 16 de junio de 2023)
- 5 de diciembre de 2018 - 3 de octubre de 2019: Jesús Orta Martínez
- 4 de octubre de 2019 - 16 de junio de 2023: Omar García Harfuch

Gobierno de Martí Batres (16 de junio de 2023 - 4 de octubre de 2024)
- 16 de junio de 2023 - 9 de septiembre de 2023: Omar García Harfuch
- 9 de septiembre de 2023 - 4 de octubre de 2024: Pablo Vázquez Camacho

Gobierno de Clara Brugada (Desde el 5 de octubre de 2024)
- Desde el 5 de octubre de 2024: Pablo Vázquez Camacho

## Problemáticas

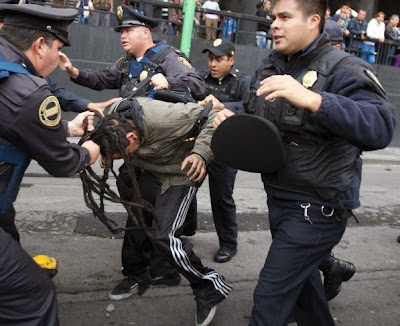
Policías sometiendo a un manifestante.

La Policía de la Ciudad de México enfrenta o ha enfrentado diversas problemáticas como:

### Respeto a los derechos humanos
Los elementos de esta secretaría han protagonizado diversos episodios que han violado diversos derechos humanos de los capitalinos con conductas como brutalidad policial, detenciones arbitrarias, tortura, perfilamiento racial, violencia sexual, uso indebido de la fuerza, injerencias al actuar de periodistas y defensores de derechos humanos, tratos denigrantes, falta de protocolos policiales adecuados y distintos tipos de abusos. Entre algunos de estos se cuentan:
- Tragedia de la discoteca New's Divine, 20 de junio de 2008. En este operativo, donde además participaron elementos de la Procuraduría de Justicia de la Ciudad de México y servidores públicos de la entonces delegación Gustavo A. Madero, elementos policíacos cometieron detenciones arbitrarias, abusos sexuales, vejaciones, negligencia y brutalidad policíaca en un operativo fallido contra una discoteca.  La tragedia derivó en una estampida humana que provocó el fallecimiento de 12 personas y 16 heridas de gravedad, incluyendo dos elementos de la corporación.[10]
- Actuación en la toma de protesta de Enrique Peña Nieto o #1DMX, 1 de diciembre de 2012. En este operativo elementos policiacos protagonizaron brutalidad policial, detenciones arbitrarias, tortura, trato denigrante, uso de aparatos con descargas eléctricas y abusos. Tal actuación mereció la recomendación 7/2013 de la Comisión de Derechos Humanos de la Ciudad de México, la cual fue aceptada por la secretaría.[11]
- Actuación en las manifestaciones del 1 de septiembre de 2013 por el primer aniversario del gobierno de Enrique Peña Nieto.  En este operativo elementos policíacos agredieron a manifestantes, realizaron detenciones arbitrarias, golpizas y vejaciones. Tal actuación mereció la recomendación 11/2016 de la Comisión de Derechos Humanos de la Ciudad de México, la cual fue aceptada por la secretaría.[12]
- Actuación en la manifestación del 10 de junio de 2013.  En este operativo elementos policiacos agredieron a manifestantes y ciudadanos, realizaron detenciones arbitrarias, ejercieron brutalidad policial cometiendo golpizas, tratos degradantes e inhumanos, abuso sexual y obtención de datos de una de las agraviadas a través de la red social Facebook.[12] Tal actuación mereció la recomendación 9/2015 y 11/2016 de la Comisión de Derechos Humanos de la Ciudad de México, la cual fue aceptada por la secretaría.[13]
- Actuación en la manifestación del 2 de octubre de 2013. En este operativo elementos policiacos agredieron a manifestantes, realizaron detenciones arbitrarias y golpizas.[12]
- Agresión a reporteros, colonia Doctores, 8 de julio de 2018. Elementos de la policía golpearon a reporteros del periódico Reforma y de Televisión Azteca mientras cubrían un operativo.[14]
- En el verano de 2019 dos policías capitalinos fueron acusados, en casos distintos, de agresiones sexuales contra menores de edad.[15]Como resultado de su divulgación se detonaron las protestas feministas en México de 2019 que, entre otros resultados, provocaron la renuncia del entonces secretario Jesús Orta Martínez.

## Galería

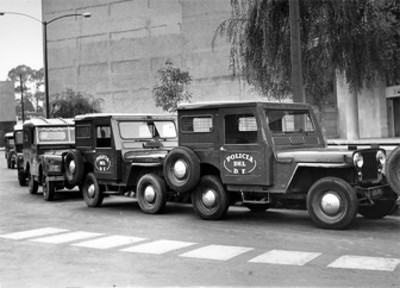
Camionetas antiguas de la antigua policía del Distrito Federal, década de los 70s.
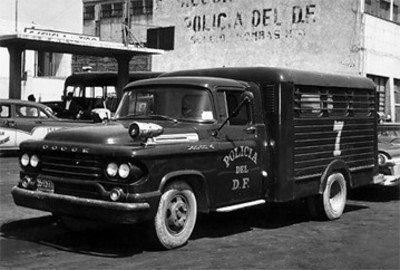
Antiguo furgón marca Dodge de la antigua policía del Distrito Federal, década de los 70s.
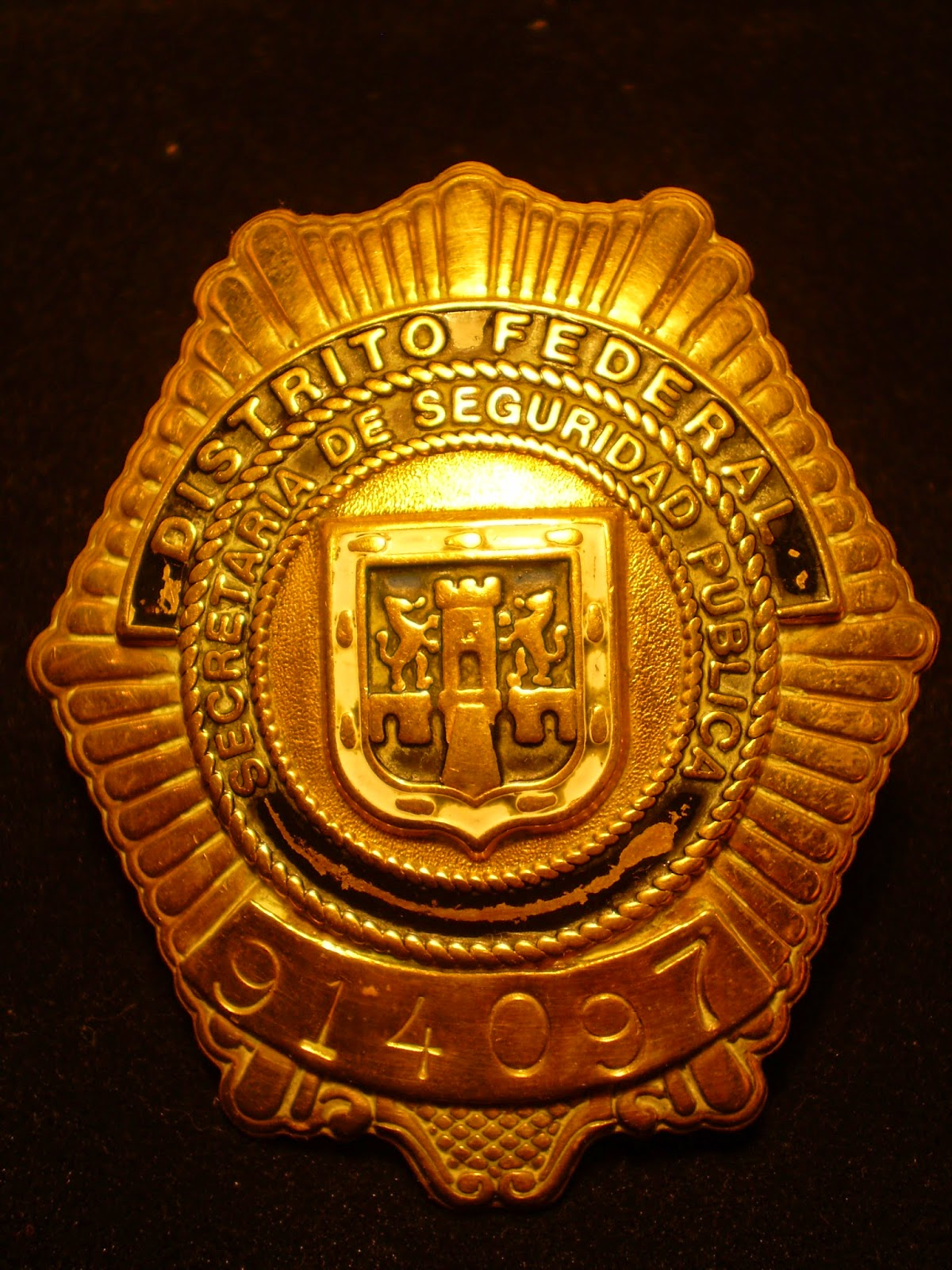
Placa de la antigua policía del Distrito Federal.
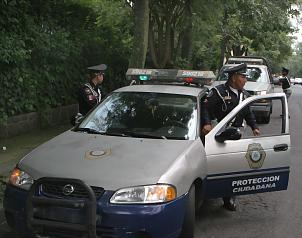
Coche marca Nissan de la antigua policía del Distrito Federal, año 2010.
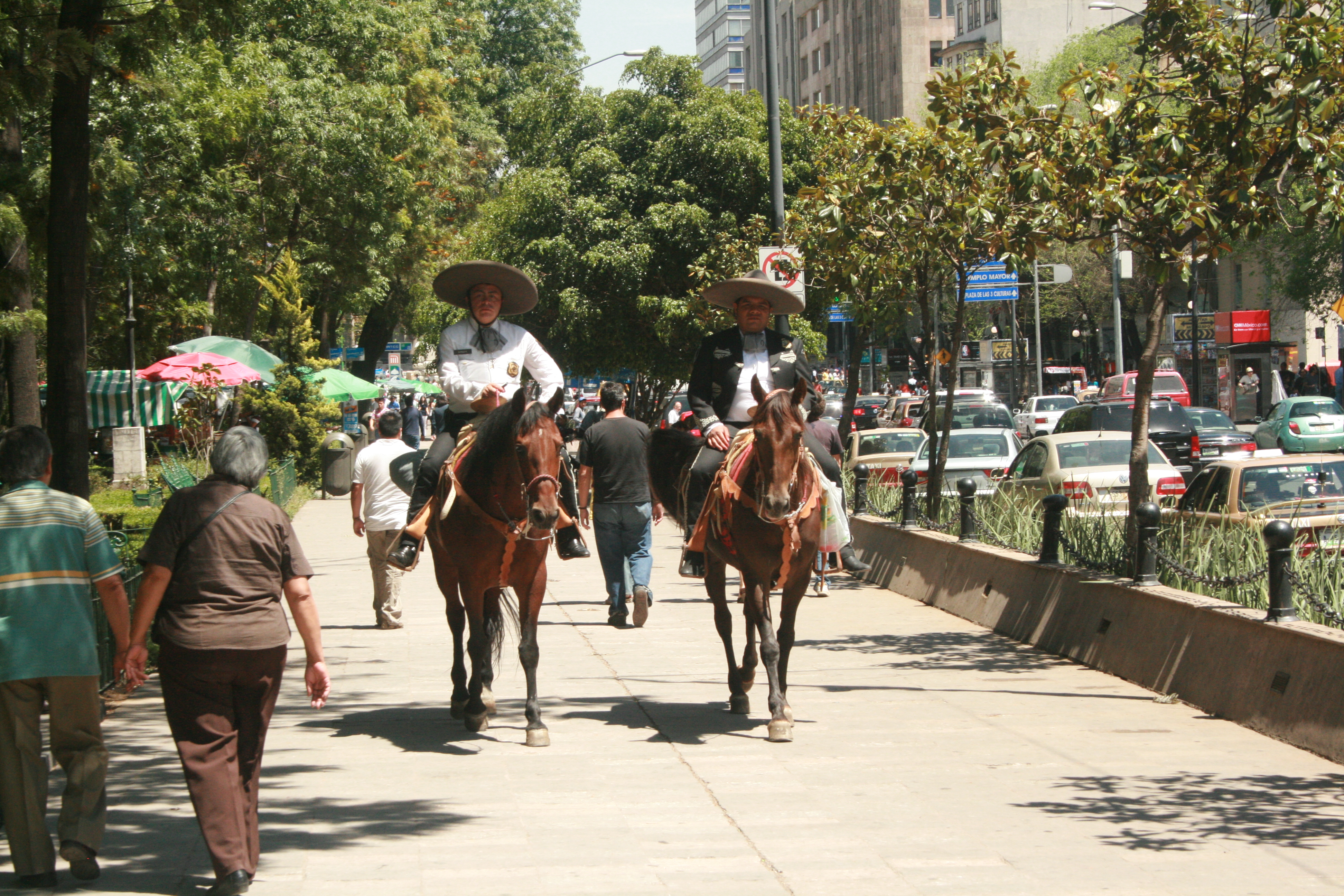
Antigua vestimenta de la Policía Turística, con estilo charro.
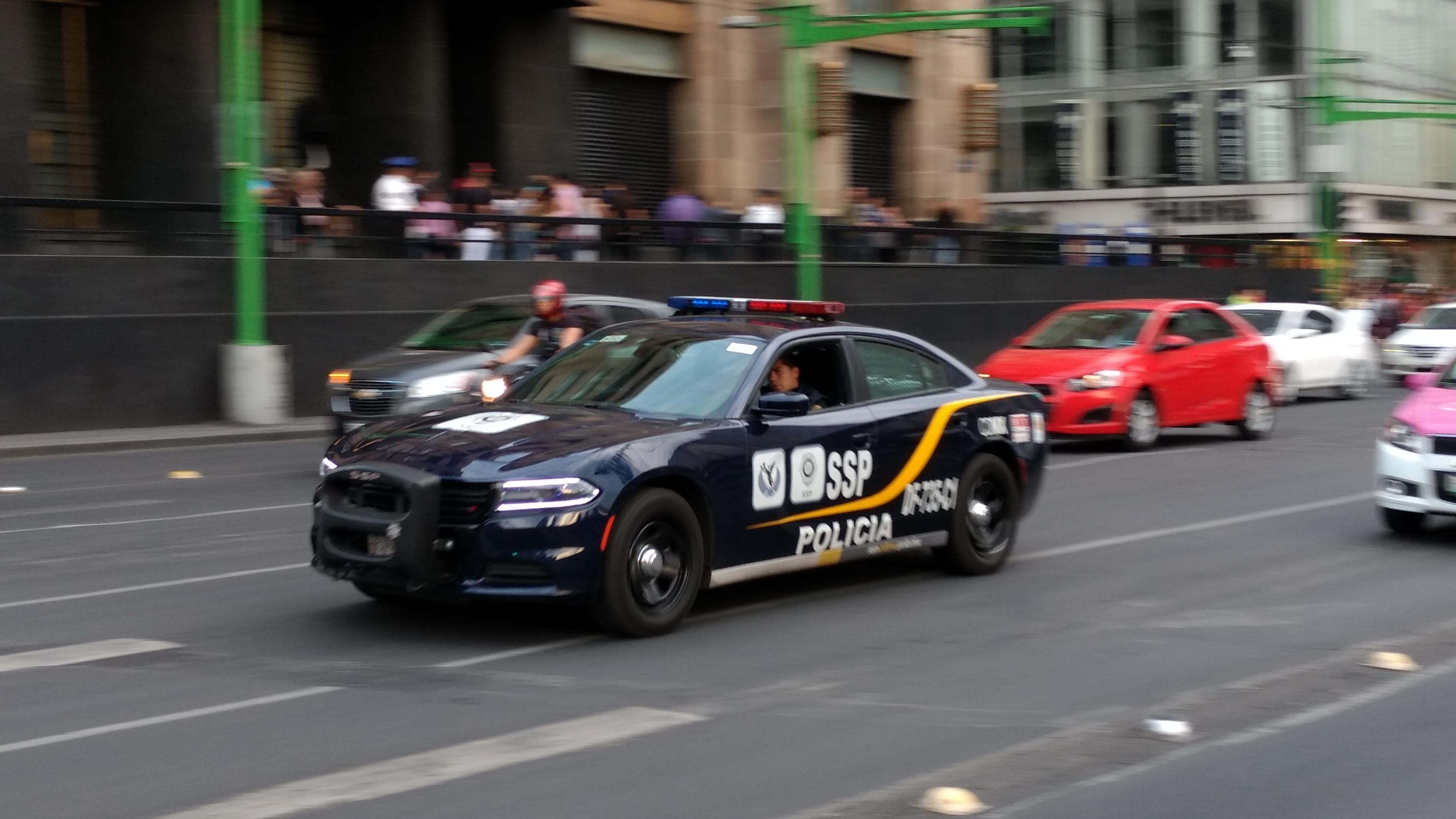
Dodge Charger de la policía de la Ciudad de México, con esquemática usada del 2012 al 2018.
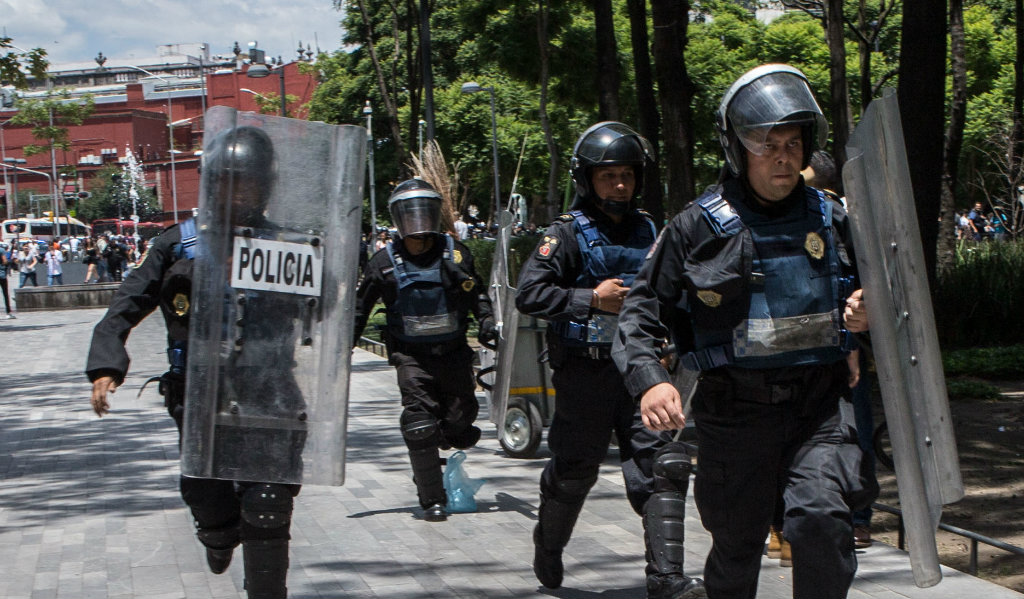
Elementos del extinto Cuerpo de Granaderos, grupo antidisturbios de la policía.
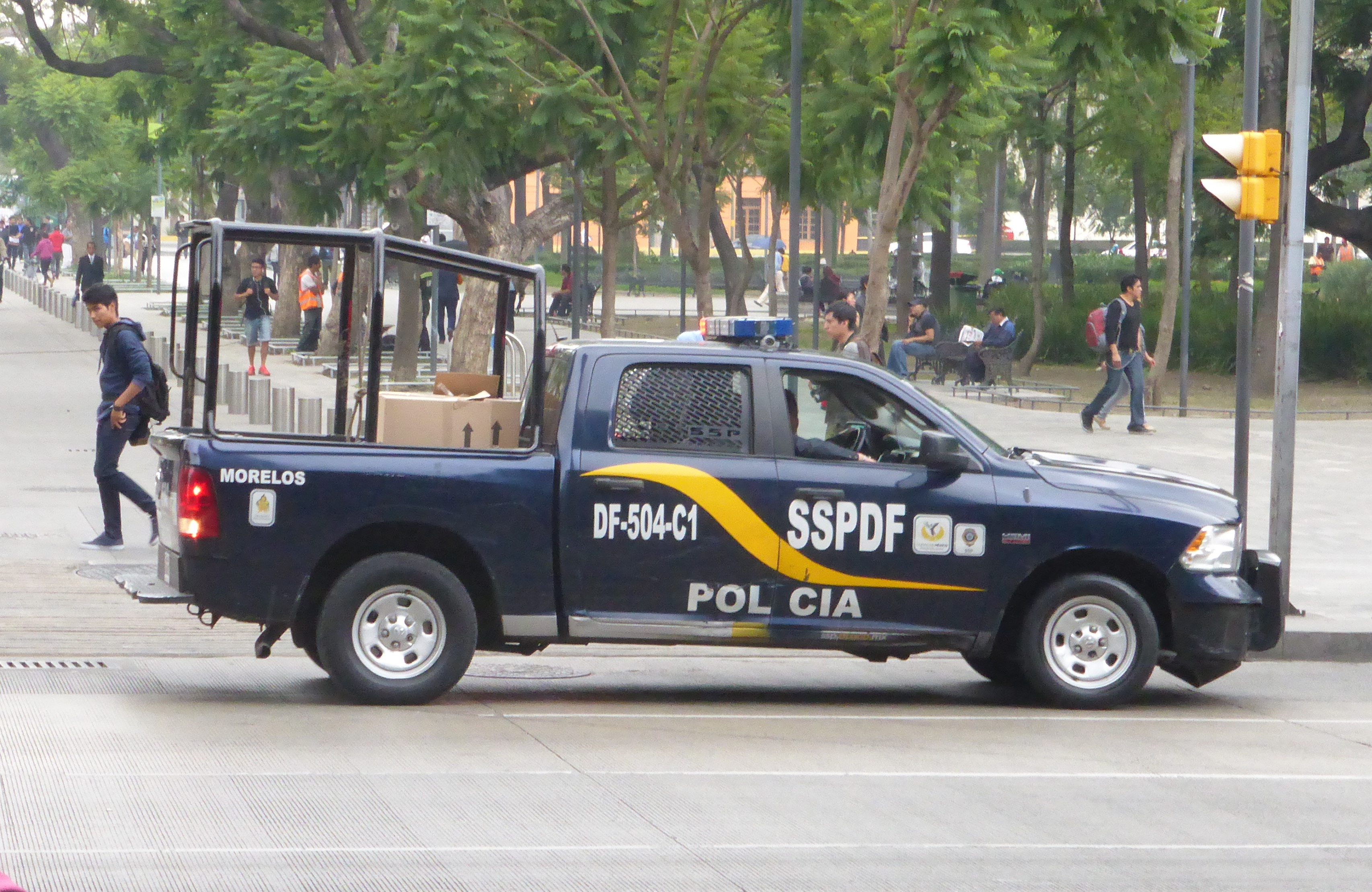
Camioneta marca Dodge de la policía de la Ciudad de México, con esquemática usada del 2012 al 2018.
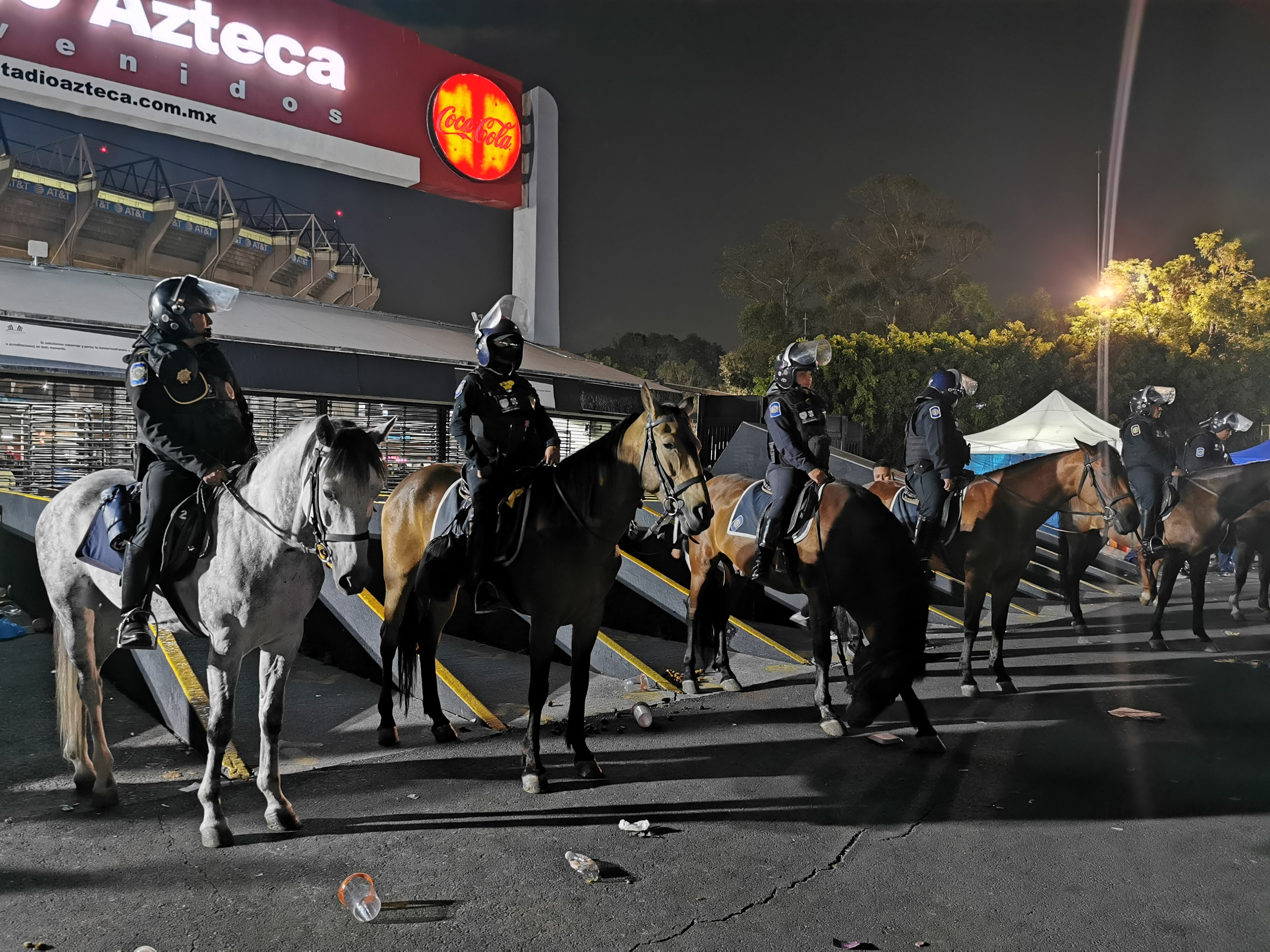
Miembros de la Unidad de Policía Metropolitana Montada, resguardando el Estadio Azteca.
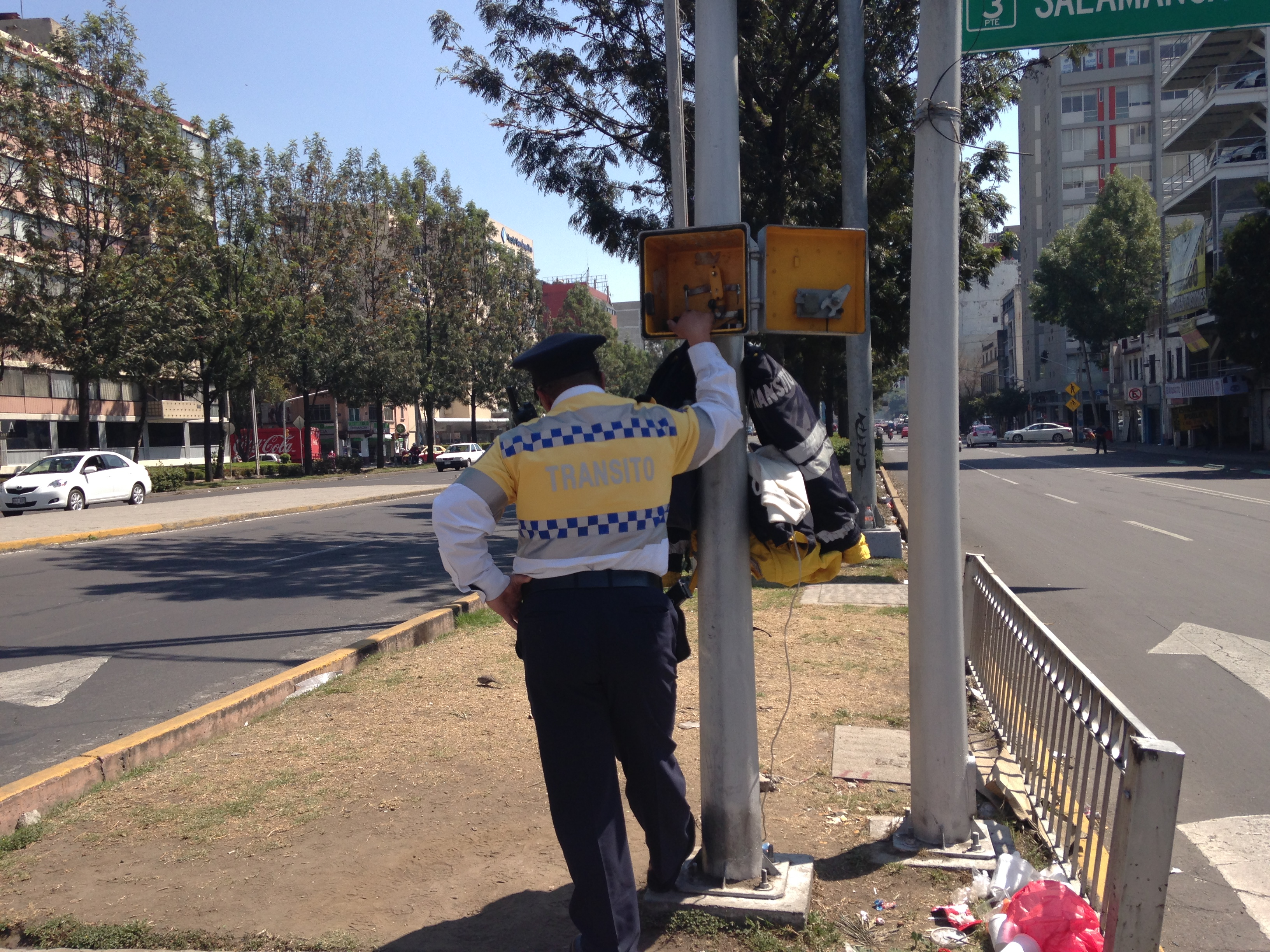
Policía de tránsito controlando un semáforo.
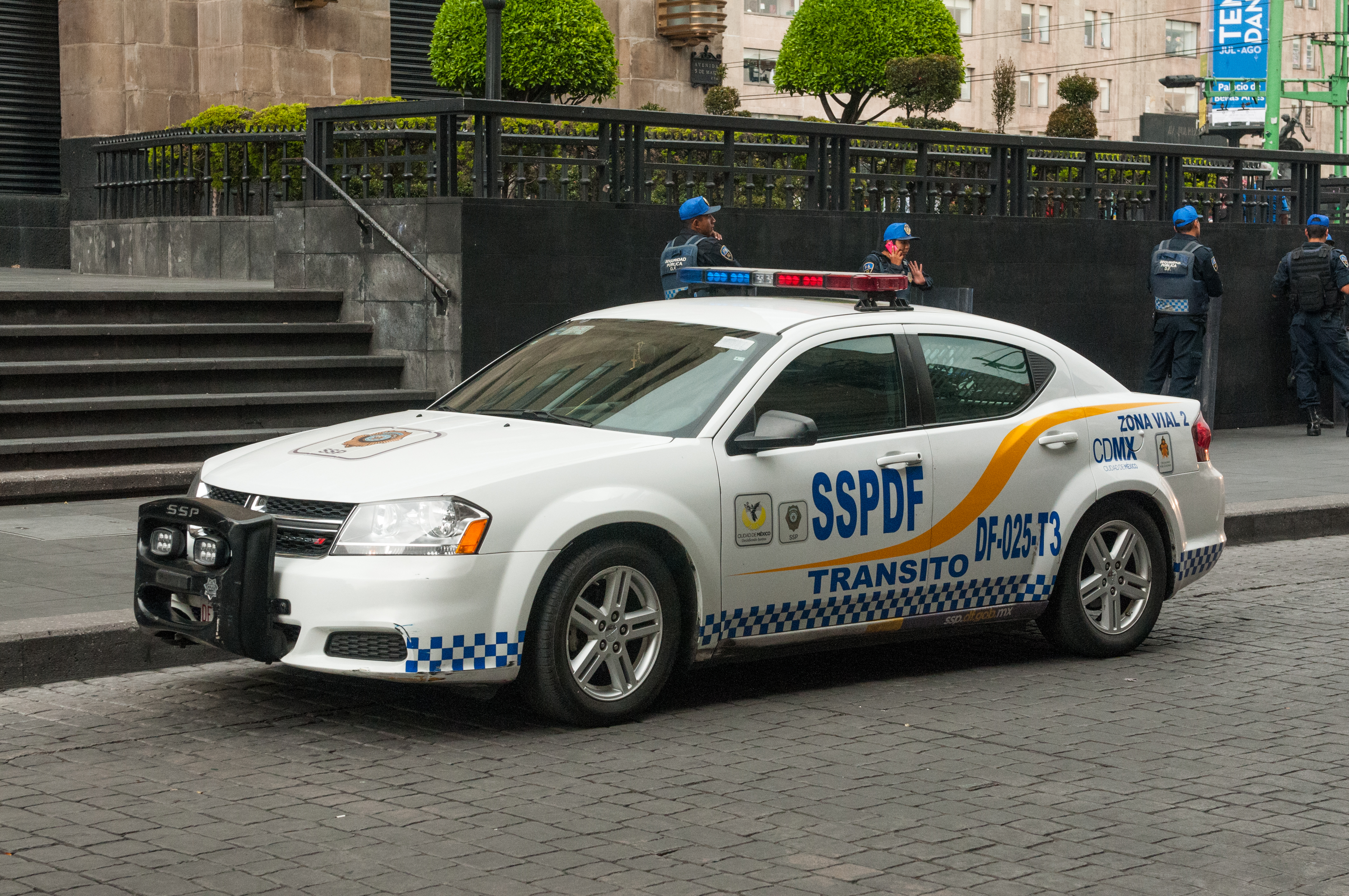
Dodge Charger de la policía de tránsito, con esquemática usada del 2012 al 2018.
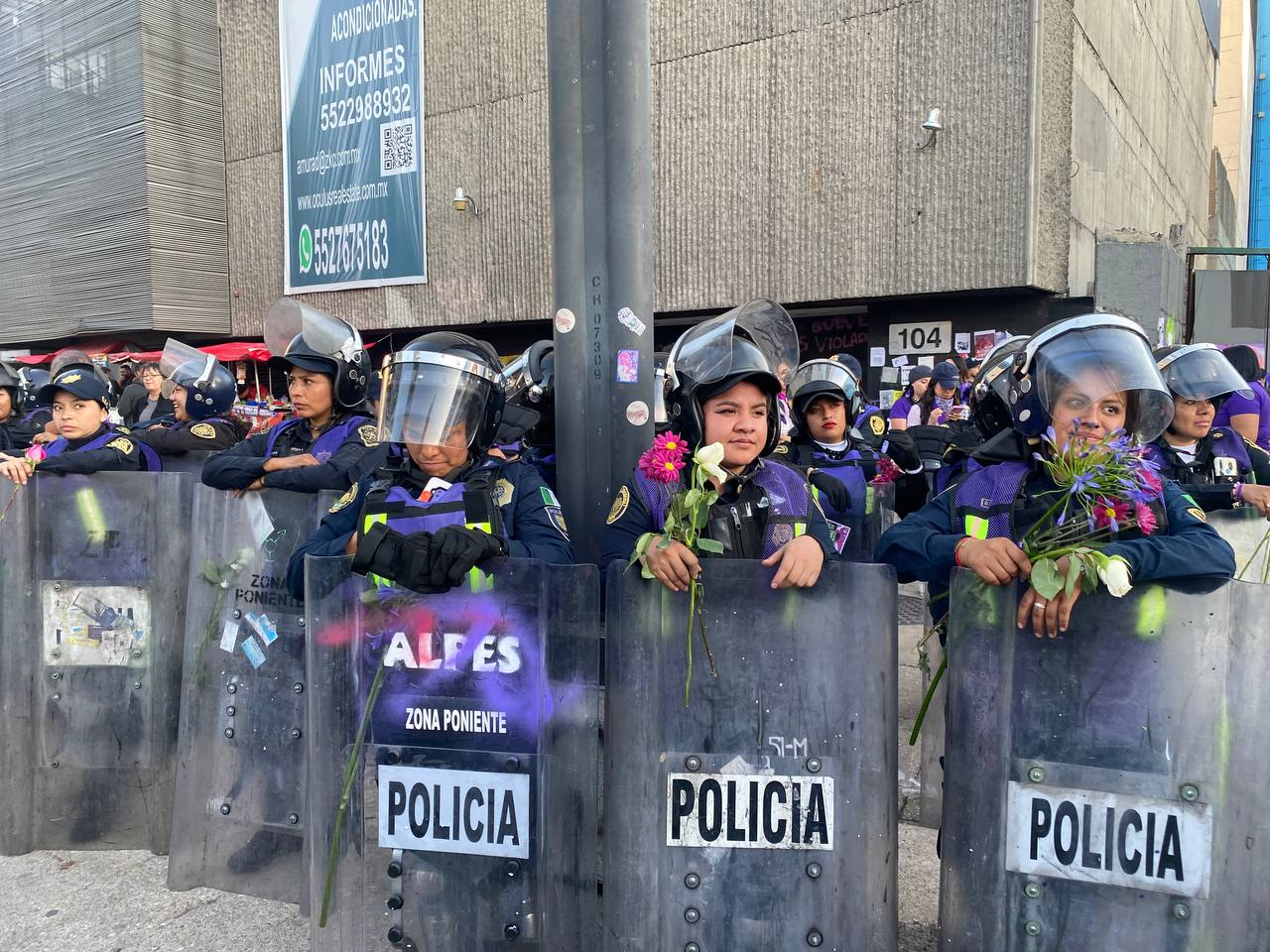
Mujeres policías miembros del Grupo Atenea.
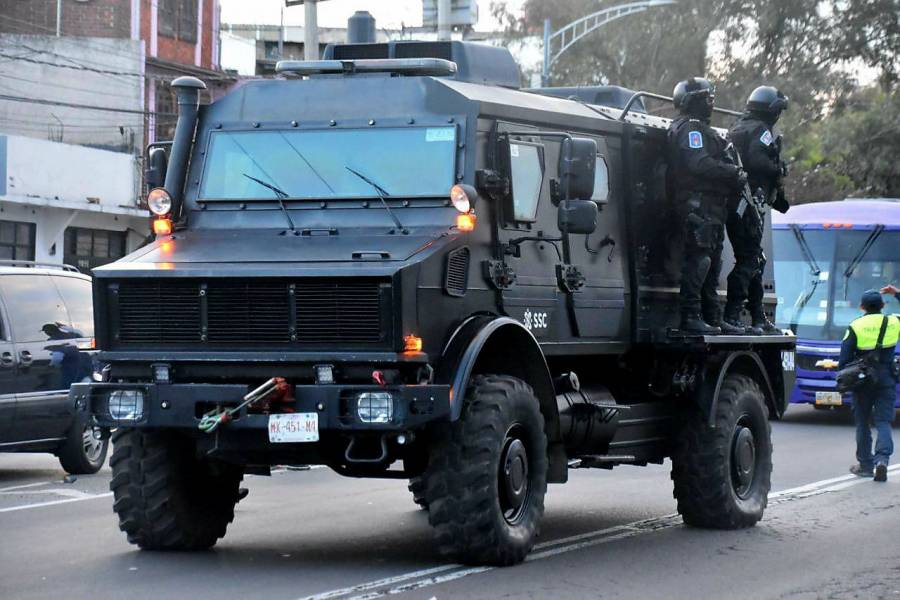
Vehículo Unimog blindado de las fuerzas especiales de la policía.
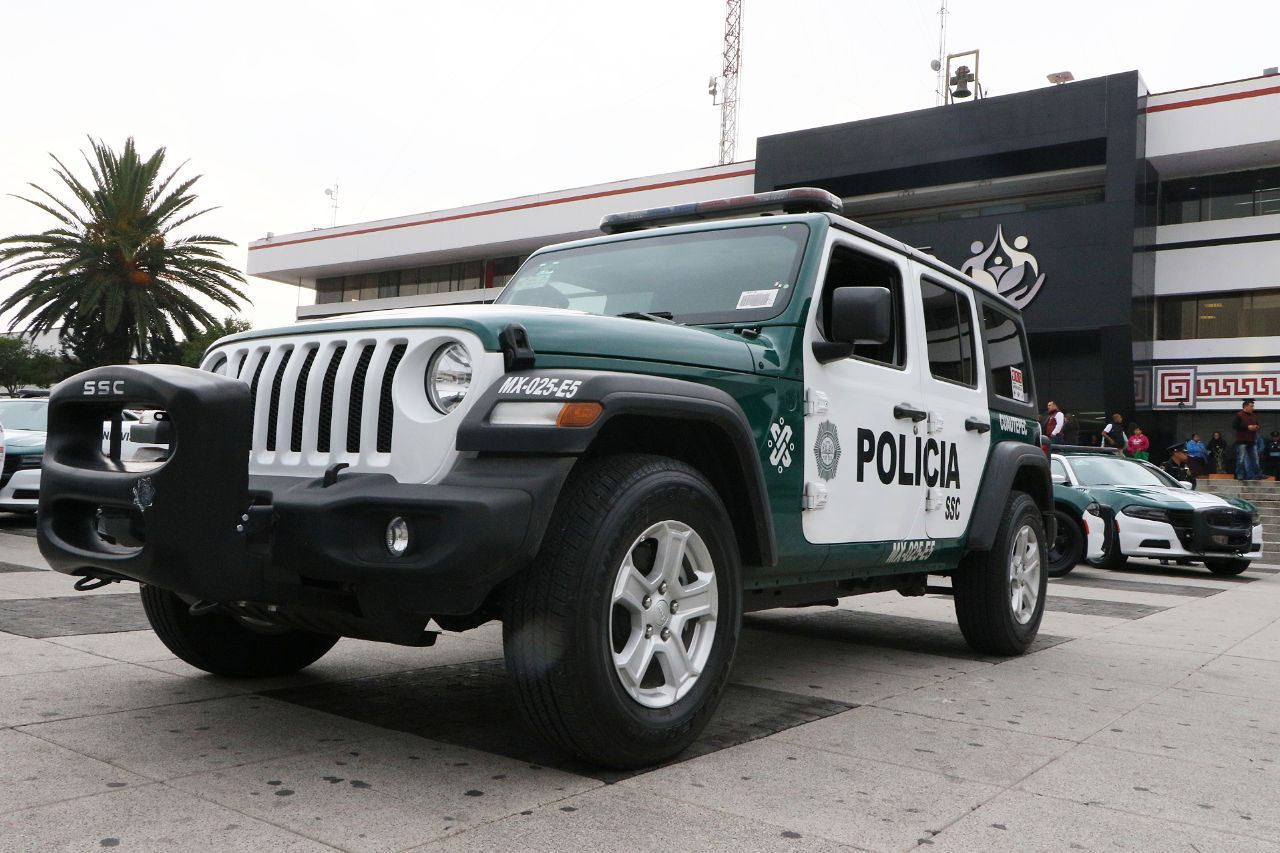
Camioneta marca Jeep de la policía capitalina.